# Fidelis Schlée
Fidelis Schlée (31. března 1948 – 29. března 2018) byl český právník a vydavatel.

## Život
Narodil se do pražské právnické rodiny, přičemž rod Schlée je původem z Francie. Vystudoval Právnickou fakultu Univerzity Karlovy, kde získal titul doktora práv, a také mezinárodní právo v Cambridge. V letech 1971–1976 působil jako trestní soudce v Praze, poté kvůli politickému nátlaku justici opustil, vystoupil z KSČ a živil se jako podnikový právník u obvodního ústavu národního zdraví, později ve Svazarmu. V roce 1988, kdy stát umožnil svobodné podnikání, se stal prvním soukromým advokátem v Československu.
Po sametové revoluci byl spoluautorem původního znění živnostenského zákona (č. 105/1990 Sb.), vytvořil k němu i komentář Svobodné podnikání a jeho prodejem pak vydělal první větší peníze. Vydával knihy o podnikání a o daních, Večerník Praha, deník Lidová demokracie i humoristický časopis Sorry. Později provozoval Anglo-německou obchodní akademii a opět se věnoval advokacii. Proslul jako bonviván, jenž byl například prvním československým majitelem vozu Rolls-Royce nebo který měl odpadní potrubí v koupelně vyvedeno ze zlata – podle vlastních slov jako metaforu svého vztahu k penězům.